# Lista de partidos políticos na Noruega
Esta é uma lista dos partidos políticos existentes na Noruega.
A Noruega conta com um sistema multipartidário, tanto a nível nacional como local, o que obriga a que sejam celebrados acordos de coligação entre partidos tendo em vista a formação de um governo.
No país, dominam dois grandes blocos ideológicos: o Bloco Vermelho-Verde, composto pelo Partido Trabalhista (social-democrata), pelo Partido da Esquerda Socialista (socialista democrático) e, desde 2005, pelo Partido do Centro (agrário); e o Bloco Azul-Azul, composto pelo Partido Conservador (conservador-liberal), pelo Partido do Progresso (conservador libertário), pelo Partido Liberal (social-liberal) e pelo Partido Democrata Cristão (democrata cristão), e, até 2005, pelo Partido do Centro (agrário). Os partidos Verde (ecologista) e Vermelho (marxista) não se identificam com nenhum dos blocos, apesar dos media os classificarem como pertencentes ao bloco vermelho-verde.

## Partidos políticos

### Partidos políticos com representantes eleitos
| Nome | Nome | Nome                                       |  | Líder                  | Ideologia | Espectro                    | Storting | Condados  | Comunas       | Prefeitos | Parlamento Lapão |
| ---- | --- | ------------------------------------------ |  | ---------------------- | --- | --------------------------- | -------- | --------- | ------------- | --------- | ---------------- |
|      | Partido Trabalhista em bokmål: Arbeiderpartiet em nynorsk: Arbeidarpartiet                                                   | Ap                                         |  | Jonas Gahr Støre       | Social-democracia, Progressismo, Liberalismo económico, Europeísmo                                                                       | Centro-esquerda             | 49 / 169 | 148 / 574 | 2 583 / 9 344 | 148 / 356 | 7 / 39           |
|      | Partido Conservador em bokmål: Høyre em nynorsk: Høgre                                                                       | H                                          |  | Erna Solberg           | Conservadorismo, Conservadorismo liberal, Liberalismo económico, Europeísmo                                                              | Centro-direita              | 45 / 169 | 107 / 574 | 1 488 / 9 344 | 34 / 356  | 1 / 39           |
|      | Partido do Progresso em bokmål: Fremskrittspartiet em nynorsk: Framstegspartiet                                              | FrP                                        |  | Sylvi Listhaug         | Nacional-conservadorismo, Conservadorismo liberal, Anti-imigração, Libertarismo, Populismo de direita                                    | Direita                     | 26 / 169 | 55 / 574  | 701 / 9 344   | 3 / 356   | 1 / 39           |
|      | Partido do Centro Senterpartiet                                                                                              | Sp                                         |  | Trygve Slagsvold Vedum | Agrarianismo, Centrismo, Eurocepticismo                                                                                                  | Centro                      | 19 / 169 | 106 / 574 | 2 265 / 9 344 | 131 / 356 | 2 / 39           |
|      | Partido da Esquerda Socialista em norueguês: Sosialistisk Venstreparti em lapónico setentrional: Sosialistalas Gurutbellodat | SV                                         |  | Audun Lysbakken        | Socialismo democrático, Ecossocialismo, Feminismo, Eurocepticismo                                                                        | Esquerda                    | 11 / 169 | 34 / 574  | 459 / 9 344   | 6 / 356   | 0 / 39           |
|      | Partido Liberal Venstre | V                                          |  | Guri Melby             | Liberalismo, Social liberalismo, Liberalismo verde                                                                                       | Centro                      | 8 / 169  | 16 / 574  | 264 / 9 344   | 2 / 356   | 0 / 39           |
|      | Partido Democrata Cristão em bokmål: Kristelig Folkeparti em nynorsk: Kristeleg Folkeparti                                   | KrF                                        |  | Kjell Ingolf Ropstad   | Democracia cristã, Conservadorismo social, Eurocepticismo                                                                                | Centro a Centro-direita     | 8 / 169  | 25 / 574  | 411 / 9 344   | 9 / 356   | 0 / 39           |
|      | Partido Verde em bokmål: Miljøpartiet De Grønne em nynorsk: Miljøpartiet Dei Grøne                                           | MdG                                        |  | Une Aina Bastholm      | Política verde, Ecologismo, Ambientalismo, Progressismo                                                                                  | Centro-esquerda             | 1 / 169  | 36 / 574  | 310 / 9 344   | 1 / 356   | 0 / 39           |
|      | Partido Vermelho em bokmål: Rødt em nynorsk: Raudtem lapónico setentrional: Ruoksat                                          | R                                          |  | Bjørnar Moxnes         | Comunismo, Marxismo, Socialismo revolucionário, Anti-capitalismo, Feminismo, Ecossocialismo, Antirracismo, Republicanismo, Euroceticismo | Esquerda a Extrema-esquerda | 1 / 169  | 20 / 574  | 193 / 9 344   | 0 / 356   | 0 / 39           |
|      | Ação popular não para mais pedágios Folkeaksjonen nei til mer bompenger                                                      | FNB                                        |  | Frode Myrhol           | Localismo | Sincrético                  | 0 / 169  | 17 / 574  | 51 / 9 344    | 0 / 356   | 0 / 39           |
|      | Partido dos Pensionistas Pensjonistpartiet                                                                                   | Partido dos Pensionistas Pensjonistpartiet |  | Ottar Gjermundnes      | Direitos dos pensionistas, Conservadorismo                                                                                               | Sincrético                  | 0 / 169  | 6 / 574   | 60 / 9 344    | 0 / 356   | 0 / 39           |
|      | Partido Cristão em bokmål: Partiet De Kristne em nynorsk: Partiet Dei Kristne                                                | PDK                                        |  | Erik Selle             | Direita cristã, Conservadorismo social, Liberalismo económico, Euroceticismo                                                             | Direita                     | 0 / 169  | 1 / 574   | 6 / 9 344     | 0 / 356   | 0 / 39           |

### Partidos políticos sem representantes eleitos
| Nome | Nome                                                           | Nome                                  |  | Líder                                             | Ideologia                                                                              | Espectro                  | Storting | Condados | Comunas   | Prefeitos | Parlamento Lapão |
| ---- | -------------------------------------------------------------- | ------------------------------------- |  | ------------------------------------------------- | -------------------------------------------------------------------------------------- | ------------------------- | -------- | -------- | --------- | --------- | ---------------- |
|      | Libertários em bokmål: Liberalistene em nynorsk: Liberalistane | Lib                                   |  | Arnt Rune Flekstad                                | Libertarismo, Laissez-faire, Minarquismo, Euroceticismo                                | Direita                   | 0 / 169  | 0 / 574  | 0 / 9 344 | 0 / 356   | 0 / 39           |
|      | Partido Pirata Piratpartiet                                    | Partido Pirata Piratpartiet           |  | Svein Mork Dahl                                   | Política pirata                                                                        | Sincrético                | 0 / 169  | 0 / 574  | 0 / 9 344 | 0 / 356   | 0 / 39           |
|      | Aliança Alliansen                                              | Aliança Alliansen                     |  | Hans Jørgen Lysglimt Johansen                     | Nacionalismo, Conservadorismo nacional, Euroceticismo, Conservadorismo tradicionalista | Direita a Extrema-direita | 0 / 169  | 0 / 574  | 0 / 9 344 | 0 / 356   | 0 / 39           |
|      | Iniciativa Feminista Feministisk Initiativ                     | F!                                    |  | Cathrine Linn Kristiansen Sunniva Schultze-Florey | Feminismo                                                                              | Esquerda                  | 0 / 169  | 0 / 574  | 0 / 9 344 | 0 / 356   | 0 / 39           |
|      | Partido Comunista da Noruega Norges Kommunistiske Parti        | NKP                                   |  | Runa Evensen                                      | Comunismo, Marxismo-Leninismo                                                          | Extrema-esquerda          | 0 / 169  | 0 / 574  | 0 / 9 344 | 0 / 356   | 0 / 39           |
|      | Partido da Comunidade Samfunnspartiet                          | Partido da Comunidade Samfunnspartiet |  | Øystein Meier Johannessen                         | Anarquismo                                                                             | Extrema-esquerda          | 0 / 169  | 0 / 574  | 0 / 9 344 | 0 / 356   | 0 / 39           |